# 陈爱林 (1972年)
陈爱林（1972年—），云南陆良人，汉族，中华人民共和国政治人物、第十二届全国人民代表大会云南地区代表。
毕业于南京大学古生物专业。加入中国共产党。2013年，担任全国人大代表。